# Harry Hoijer
Harry Hoijer (6 de setembre de 1904 – 11 de març de 1976) fou un lingüista i antropòleg va treballar principalment en cultura i llengües atapascanes. A més, va documentar el tonkawa, que ara és llengua extinta. Algunes obres de Hoijer constitueixen la major part del material en aquest idioma. Hoijer va ser alumne d'Edward Sapir.
Hoijer va contribuir en gran manera a la documentació de les llengües atapascanes meridionals i les llengües atapascanes de la costa del Pacífic i per a la reconstrucció del proto-atapascà. Harry Hoijer va recollir una gran quantitat de valuoses notes de camp en molts idiomes atapascans, que són inèdits. Algunes de les seves notes sobre el lipan i el tonkawa s'han perdut.
Com a nota d'interès, fou Hoijer qui va encunyar el terme "hipòtesi Sapir-Whorf".

### Obres de Hoijer
- [Beals, Ralph L].; & Hoijer, Harry. (1953). An introduction to anthropology. Nova York: Macmillan Company. (Republished 1959, 1965, and 1971).
- Hoijer, Harry. (n.d.). Chiricahua Apache stems. [Unpublished manuscript].
- Hoijer, Harry. (n.d.). Mescalero Apache stems. [Unpublished manuscript].
- Hoijer, Harry. (1933). Tonkawa: An Indian language of Texas. New York: Columbia University. (Extract from Handbook of American Indian languages, Vol. 3).
- Hoijer, Harry «The southern Athapaskan languages». American Anthropologist, vol. 40, 1, 1938, pàg. 75–87. DOI: 10.1525/aa.1938.40.1.02a00080.
- Hoijer, Harry «Chiricahua loan-words from Spanish». Language, vol. 15, 2, 1939, pàg. 110–115. DOI: 10.2307/408729. JSTOR: 408729.
- Hoijer, Harry «Pitch accent in the Apachean languages». Language, vol. 19, 1, 1943, pàg. 38–41. DOI: 10.2307/410317. JSTOR: 410317.
- Hoijer, Harry. (1945). Navaho phonology. University of New Mexico publications in anthropology, (No. 1).
- Hoijer, Harry «Classificatory verb stems in the Apachean languages». International Journal of American Linguistics, vol. 11, 1, 1945, pàg. 13–23. DOI: 10.1086/463846.
- Hoijer, Harry «The Apachean verb, part I: Verb structure and pronominal prefixes». International Journal of American Linguistics, vol. 11, 4, 1945, pàg. 193–203. DOI: 10.1086/463871.
- Hoijer, Harry. (1946). Chiricahua Apache. In C. Osgood (Ed.), Linguistic structures in North America. New York: Wenner-Green Foundation for Anthropological Research.
- Hoijer, Harry «The Apachean verb, part II: The prefixes for mode and tense». International Journal of American Linguistics, vol. 12, 1, 1946, pàg. 1–13. DOI: 10.1086/463881.
- Hoijer, Harry «The Apachean verb, part III: The classifiers». International Journal of American Linguistics, vol. 12, 2, 1946, pàg. 51–59. DOI: 10.1086/463889.
- Hoijer, Harry «Linguistic and cultural change». Language, vol. 24, 4, 1948, pàg. 335–345. DOI: 10.2307/410353. JSTOR: 410353.
- Hoijer, Harry «The Apachean verb, part IV: Major form classes». International Journal of American Linguistics, vol. 14, 4, 1948, pàg. 247–259. DOI: 10.1086/464013.
- Hoijer, Harry «The Apachean verb, part V: The theme and prefix complex». International Journal of American Linguistics, vol. 15, 1, 1949, pàg. 12–22. DOI: 10.1086/464020.
- Hoijer, Harry «Cultural Implications of Some Navaho Linguistic Categories». Language, vol. 27, 2, 1951, pàg. 111–120. DOI: 10.2307/410424. JSTOR: 410424.
- Hoijer, Harry «Athapaskan kinship systems». American Anthropologist, vol. 58, 2, 1956, pàg. 309–333. DOI: 10.1525/aa.1956.58.2.02a00080.
- Hoijer, Harry «The Chronology of the Athapaskan languages». International Journal of American Linguistics, vol. 22, 4, 1956, pàg. 219–232. DOI: 10.1086/464374.
- Hoijer, Harry. (1963). The Athapaskan languages. In H. Hoijer (Ed.), Studies in the Athapaskan languages (pp. 1–29). Berkeley: University of California Press.
- Hoijer, Harry «Navaho». Lingua, vol. 17, 1966, pàg. 88–102. DOI: 10.1016/0024-3841(66)90005-2.
- Hoijer, Harry «Galice Athapaskan: A Grammatical Sketch». International Journal of American Linguistics, vol. 32, 4, 1966, pàg. 320–327. DOI: 10.1086/464921.
- Hoijer, Harry «Navaho Reference Verbs and Verb Expressions Made Up of Two Verb Forms». International Journal of American Linguistics, vol. 34, 3, 1968, pàg. 176–182. DOI: 10.1086/465011.
- Hoijer, Harry «Internal Reconstruction in Navaho». Word, vol. 25, 1969, pàg. 154–159.
- Hoijer, Harry. (1970). A Navajo lexicon. University of California Publications in Linguistics (No. 78). Berkeley: University of California Press.
- Hoijer, Harry. (1971). Athapaskan morphology. In J. Saywer (Ed.), Studies in American Indian languages (pp. 113–147). University of California publications in linguistics (No. 65). Berkeley: University of California Press.
- Hoijer, Harry. (1971). The position of the Apachean languages in the Athpaskan stock. In K. H. Basso & M. E. Opler (Eds.), Apachean culture history and ethnology (pp. 3–6). Tucson: University of Arizona Press.
- Hoijer, Harry. (1971). “Patterns of Meaning in Navaho.” In Themes in Culture. (eds. Zamora, Mario; Mahar, J.M.; and Orenstein, Henry.). Quezon City: Kayumanggi Publishers. 227–237.
- Hoijer, Harry «The history and customs of the Lipan, as told by Augustina Zuazua». Linguistics, vol. 161, 1975, pàg. 5–38.
- Hoijer, Harry; & Opler, Morris E. (1938). Chiricahua and Mescalero Apache texts. The University of Chicago publications in anthropology; Linguistic series. Chicago: University of Chicago Press. (Reprinted 1964 by Chicago: University of Chicago Press; in 1970 by Chicago: University of Chicago Press; & in 1980 under H. Hoijer by New York: AMS Press, ISBN 0-404-15783-1).
- Opler, Morris E.; Hoijer, Harry «The raid and war-path language of the Chiricahua Apache». American Anthropologist, vol. 42, 4, 1940, pàg. 617–634. DOI: 10.1525/aa.1940.42.4.02a00070.

### Obres editades per Hoijer
- Hoijer, Harry (Ed.). (1954). Language in culture: Conference on the interrelations of language and other aspects of culture. Chicago: University of Chicago Press.
- Hoijer, Harry (Ed.). (1963). Studies in the Athapaskan languages. University of California publications in linguistics (No. 29). Berkeley: University of California Press.
- Sapir, Edward, & Hoijer, Harry. (1967). Navaho texts. William Dwight Whitney series, Linguistic Society of America.
- Sapir, Edward, & Hoijer, Harry. (1967). Phonology and morphology of the Navaho language. Berkeley: University of California Press.